# Herskerinde
En herskerinde el. dominatrix (fra latin dominatrix = herskerinde) er kvinder som har den dominerende rolle i bondage og disciplin eller sadomasochistisk sexlege, som oftest forkortes BDSM. En herskerinde behøver ikke nødvendigvis dominere en mandlig partner; det kan lige så godt være en kvinde.
Forhold med gammel kvinde/ung mand ses oftere i forhold med en kvindelig dominant end ved "almindelige" seksuelle forhold.

## Bøger
- Tomi Ungerer: Schutzengel der Hölle, Diogenes 1986, ISBN 3-257-02016-3
- Annick Foucault: Françoise maîtresse, Gallimard 1994, ISBN 2-07-073834-5
- Shawna Kenney: I Was a Teenage Dominatrix: A Memoir, Last Gasp 2002, ISBN 0-86719-530-4